# Nurota

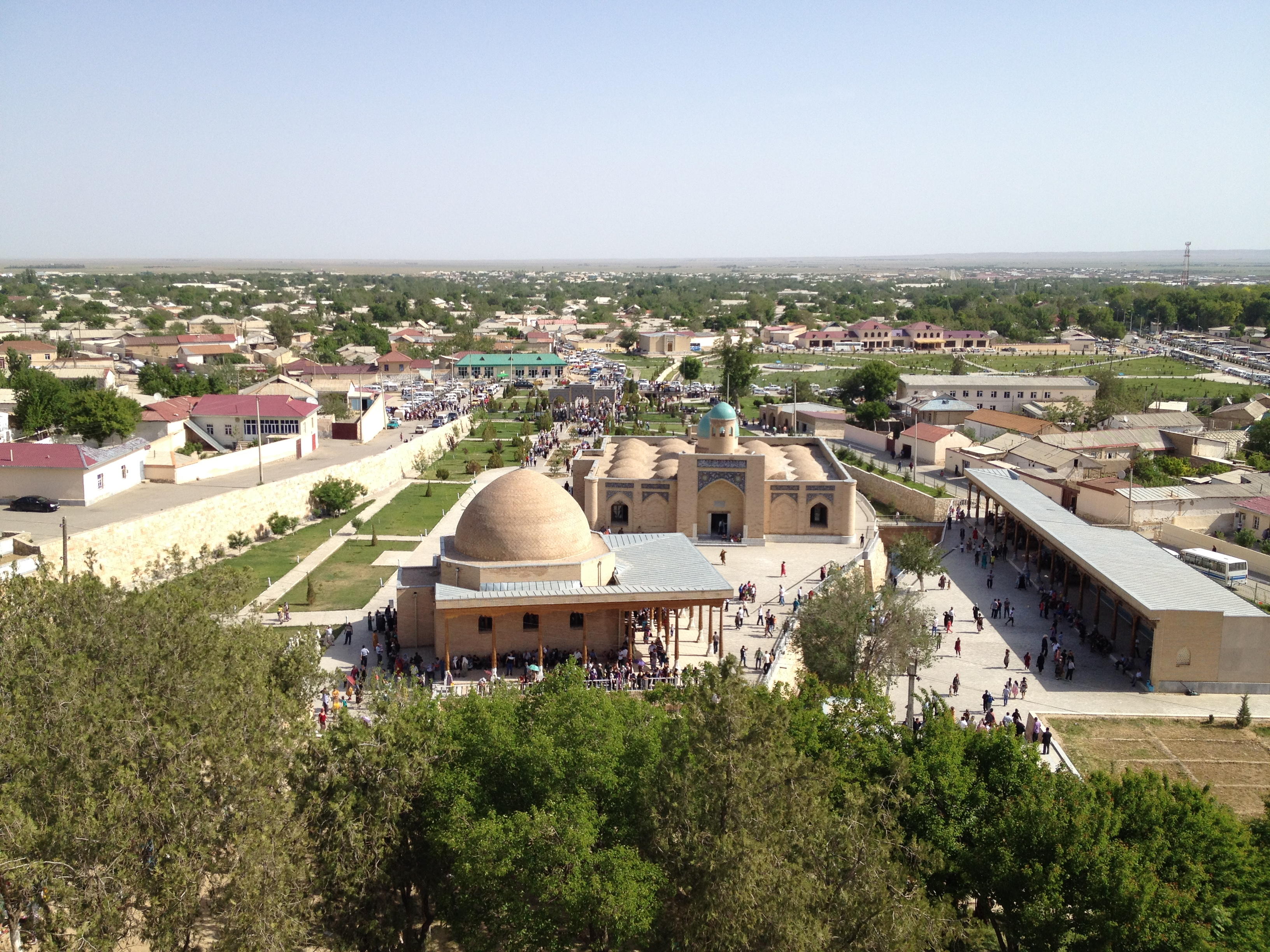
Nurota

Nurota (Nurata) – miasto w wilajecie nawojskim Uzbekistanu.
Znana kiedyś jako Nur, założona w 327 p.n.e. przez Aleksandra Wielkiego. System wodociągów z tych czasów jest nadal częściowo w użyciu. Forteca znajduje się na południe od dzisiejszego miasta i jest najciekawszym zabytkiem rejonu. Składała się z kilku części z szachristanem (miastem wewnętrznym) o wymiarach 500×500 m. otoczonym murami z pokaźnymi basztami. Twierdza miała na celu ochronę terenów rolniczych od strony pustyni Kyzył-kum, Była też dobrą bazą wypadową do wypraw wojennych.
Miasto jest znanym miejscem pielgrzymek muzułmańskich. Abu Bakr Muhammad ibn Dzhafar an-Narszachi pisząc o historii Buchary w 943 przytacza wiadomości o osiedlu Nur, położonym u stóp góry: „Wiele osób, pochowanych tutaj widziało proroka Mahometa”. W X wieku pielgrzymi z Buchary i innych miejsc udawali się do grobów położonych pod murami i meczetami.
Czaszma (źródło) jest miejscem pielgrzymek wiernych i jednym z najważniejszych centrów islamu w regionie. Kompleks budynków pod tą nazwą zawiera źródło, studnię, meczet 'Djuma' oraz 'chamom' (łaźnię). Okrągły meczet 'Djuma' z 40 kolumnami zbudowano ponad źródłem. Kopuła o średnicy 16 metrów jest jedną z największych w Azji Środkowej. Na południowym wschodzie zespołu znajduje się cmentarz 'Nur-ata'.
Unikatowy podziemny system wodociągów koło Nuraty nosi nazwę 'Kariz'. Miał on rozciągać się na kilka kilometrów. Połączone studnie rozmieszczone co kilka metrów służyły do oczyszczenia systemu. Dziś są one na nowo używane przez miejscową ludność.